# Eliza Frances Andrews
Eliza Frances Andrews (10 de agosto de 1840 – 21 de enero de 1931) fue una escritora, novelista y botánica estadounidense perteneciente a la Edad de Oro.

## Biografía
Nació en 1840, en Washington (Georgia) segunda hija de Annulet Ball y de Garnett Andrews, un juez de la corte superior de Georgia. Su padre era abogado, juez y dueño de una plantación, poseyendo alrededor de doscientos esclavos. Andrews creció en la finca familiar, Haywood, nombre de la que utilizaría más tarde en el seudónimo, "Elzey Hay".
Asistió a la Escuela Seminario de Damas, y más tarde se graduó en la primera promoción de estudiantes de Universidad femenina LaGrange en  Georgia en 1857. Fue muy versada en literatura, música y artes, y sabía francés y latín.

## Carrera
Sus textos fueron publicados en revistas y periódicos populares, incluyendo New York World y Godey's Lady's Book. Sus trabajos más extensos son The War-Time Journal of a Georgian Girl (1908) y dos textos sobre botánica.
Frances Andrews ganó reconocimiento en tres ramas: autoría, educación y ciencia. Su principal pasión fue la literatura, por lo que se convirtió en una reconocida novelista y ensayista. Los problemas económicos la llevaron a ejercer la profesión de docente luego de la muerte de sus padres. En 1885 se mudó a la ciudad de Macon, Misisipi, donde trabajó como profesora de idioma y literatura francesa de 1886 a 1896. En sus años finales combinó dos de sus intereses escribiendo dos libros sobre botánica titulados Botany All the Year Round (Botánica Todo el Año) y Practical Botany (Botánica Práctica), este último volviéndose muy popular en Europa y siendo traducido y utilizado en escuelas de Francia. Trabajos como Wartime Journal of a Georgia Girl expresan la amargura y la confusión que se vivían en la época posterior a la Guerra Civil del Sur de los Estados Unidos.
Andrews murió en Rome, Georgia, el 21 de enero de 1931, a la edad de noventa años. Sus restos yacen en el panteón familiar, en el Cementerio de Resthaven en Washington, Georgia, Estados Unidos.

## Galería

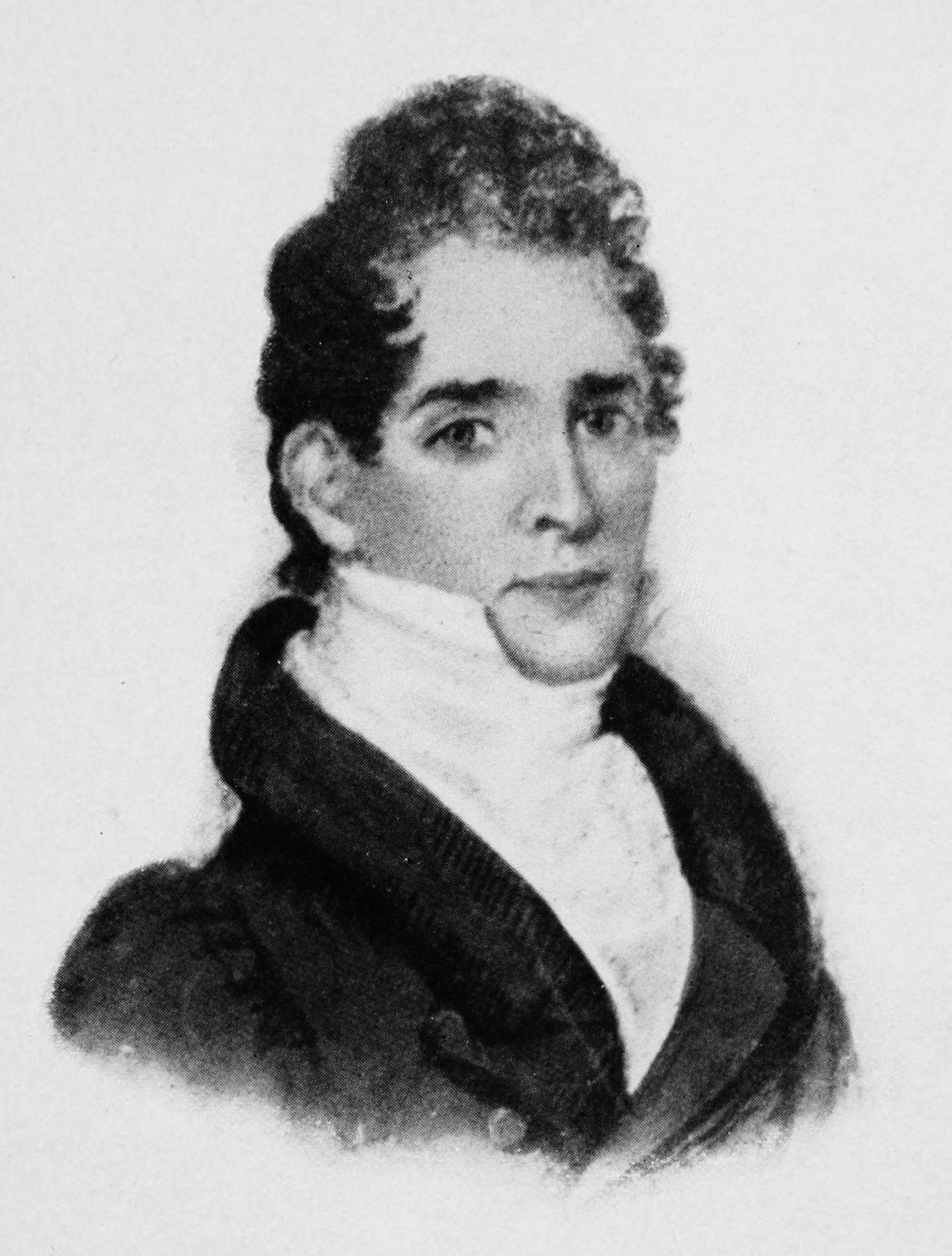
Garnett Andrews, padre de Eliza
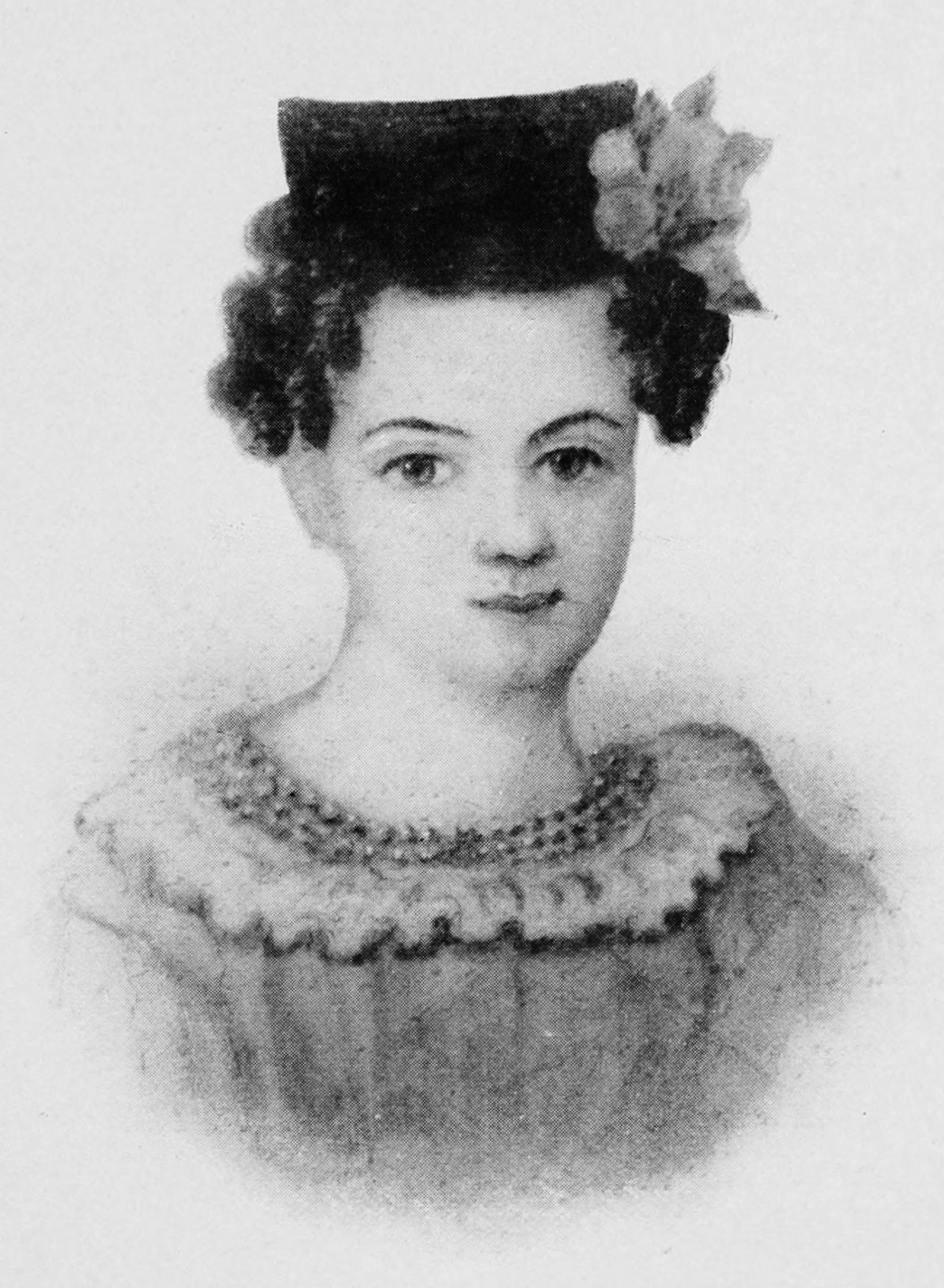
Annulet Andrews, madre de Eliza
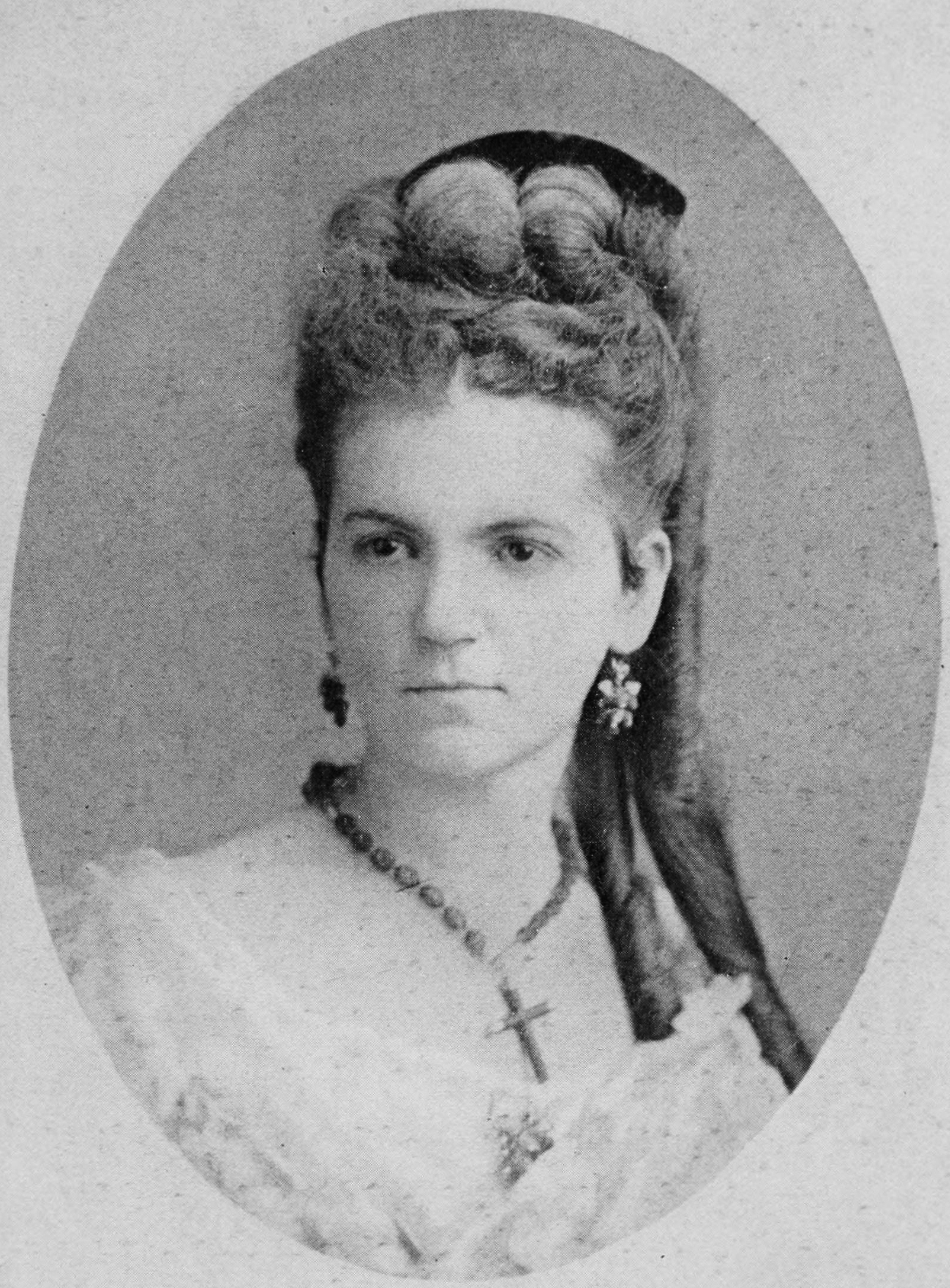
Metta Andrews, hermana de Eliza
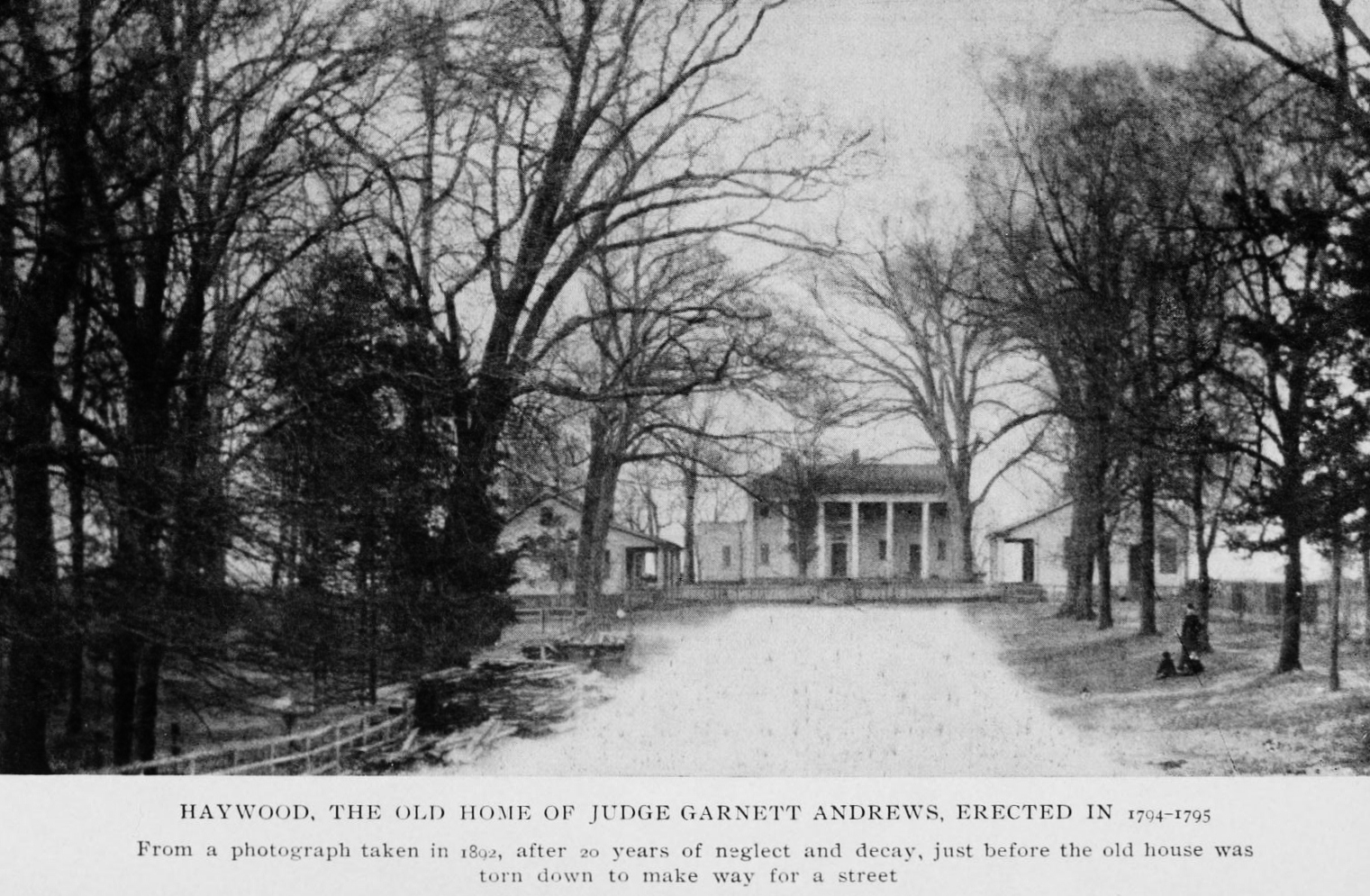
Plantación Haywood, lugar de nacimiento de Eliza